# Simon van der Meer
Simon van der Meer (La Haia, Països Baixos 1925 - Ginebra, Suïssa 2011) és un físic neerlandès guardonat amb el Premi Nobel de Física l'any 1984.

## Biografia
Va néixer el 24 de novembre de 1925 a la ciutat de La Haia. El 1945, un cop acabada la Segona Guerra Mundial, pogué ingressar a la Universitat de Delft per estudiar física, on aconseguí el doctorat l'any 1952. Aquell mateix any ingressà als laboratoris de l'empresa Philips d'Eindhoven i el 1956 ingressà al CERN (Suïssa), on hi restà fins al 1990.
Va morir a Ginebra el 4 de març de 2011.

## Recerca científica
La seva estada al CERN li va permetre treballar, juntament amb el físic italià Carlo Rubbia, amb l'accelerador de partícules, cosa que els portà a descobrir l'existència de dues noves partícules, anomenats Bosó W i Bosó Z.
L'any 1984 fou guardonat, al costat de Rubbia, amb el Premi Nobel de Física pels seus treballs que han permès descobrir el Bosó W i Z.